# Brecht Evens
Brecht Evens, né à Hasselt (province de Limbourg) en 1986, est un auteur de bande dessinée belge néerlandophone. Depuis 2013, il vit et travaille à Paris.

## Biographie
Brecht Evens naît à Hasselt en 1986. Il suit une formation artistique à la LUCA School of Arts de Gand et publie dans les revues Hic Sunt Leones et Parcifal. En 2009, il fait partie des auteurs représentatifs de la nouvelle bande dessinée flamande qui est invitée d'honneur au Festival international de la bande dessinée d'Angoulême en 2009. Son album Les Noceurs reçoit le Prix Willy Vandersteen en 2010 et le Prix de l'audace du festival d'Angoulême 2011. Son style qui se caractérise par une maîtrise de la couleur et de la transparence, l'éclatement des perspectives et le détail, suscite immédiatement l'intérêt.
Avec la parution des Amateurs (2011) dans la collection « Actes Sud BD » aux éditions Actes Sud et de Panthère (2014), sa notoriété ne cesse de croître, en France comme à l'étranger.
En 2016, la Fondation Louis Vuitton publie un livre de voyage sur Paris, de la sorte Evens devient le premier artiste belge à travailler pour eux.
Selon le journaliste Thierry Bellefroid : « D’emblée, on a découvert un auteur porté par la couleur, déconstruisant la page, fin observateur de ses contemporains, inventeur d’une nouvelle manière d’utiliser la perspective et de poser les couches de couleur pure en superposition, dans une semi-transparence. Un chaînon manquant entre Breughel, Chagall et Ensor qui considère la page comme un espace d’une totale liberté. Tout en restant lisible, il cherche constamment à réinventer la bande dessinée. »
Dans son pays natal, il réalise des fresques murales gigantesques : la 9e fresque murale à Anvers intitulée Cortège de mariage coloré en septembre 2012, Bruiloft, 2012-2021, Oever ainsi que Jardin aux fleurs, rue du Grand-Serment à Bruxelles, cette fresque fait partie du parcours BD de Bruxelles depuis 2018 et dernièrement fresque graffiti (Ode au carnaval) de Knokke-Heist en octobre 2022.
Pour Les Rigoles, publié en août 2018, Evens reçoit le Fauve - Prix Spécial du Jury au Festival d'Angoulême 2019.
Dans le sillage de sa renommée internationale grandissante, le Musée de la caricature et du dessin humoristique de Bâle organise en 2020 sa première grande exposition rétrospective Night Animals,.
Pour la Philharmonie de Paris, il signe en 2021 la monumentale mappemonde Voix, d'où viens-tu ?.
Pour son édition de 2022, il crée l'affiche du Festival du Court-Métrage de Clermont-Ferrand.
Brecht Evens travaille pour la presse, la mode et des galeries d'art. Il est traduit en dix langues. Par ailleurs, il est un des artistes à contribuer à l'artbook Building Bridges in Europe [« Construire des ponts en Europe »] publié par the European Association of National Builders’ Merchants Associations and Manufacturers (UFEMAT) en 2012, où il réalise une planche sur le pont Neuf à Paris.
Il a aussi illustré le livre-CD Les Cromosaures de l'espace de Wladimir Anselme publié aux éditions Actes Sud en 2014.
De son propre aveu fait lors d'une interview accordée à Marwan Kahil d'art interview le 1er mars 2023, il reconnaît être marqué par sa professeure Goele Dewanckel de l'Institut Saint-Luc, il est influencé par Lotte Wandewalle et les travaux de Sarah Zeebroek, Brecht Vandebroucke et Hannelore Van Dijk.

## Œuvre

### Publications

#### Albums de bande dessinée
- Les Noceurs, Actes Sud, coll. « Actes Sud BD », Arles, janvier 2010
Scénario, dessin et couleurs : Brecht Evens -  (ISBN 978-2742787708),trad : Vaidehi Nota et Boris Boublil. Prix de l'audace du festival d'Angoulême 2011.
- Les Amateurs, Actes Sud, coll. « Actes Sud BD », Arles, octobre 2014
Scénario, dessin et couleurs : Brecht Evens -  (ISBN 978-2330002596),trad. Vaidehi Nota et Boris Boubli - Sélection officielle du Festival d'Angoulême 2012[19],[20].
- Panthère, Actes Sud, coll. « Actes Sud BD », Arles, 5 novembre 2014
Scénario, dessin et couleurs : Brecht Evens -  (ISBN 978-2330036805),Format à l'italienne. - Sélection officielle du Festival d'Angoulême 2015[21].
- Les Rigoles, Actes Sud, coll. « Actes Sud BD », Arles, 29 août 2018
Scénario, dessin et couleurs : Brecht Evens -  (ISBN 978-2-330-10837-3),Fauve Prix spécial du Jury Festival d'Angoulême 2019 - Topor, Prix de l'inattendu (Prix "Rembrandt l'aurait aimé") 2019[22],[23] - Réédition 2025 grand format  (ISBN 9782330200671)
- Idulfania[24], Actes Sud, coll. « Actes Sud BD », Arles, 3 novembre 2021
Scénario, dessin et couleurs : Brecht Evens -  (ISBN 978-2-330-15742-5),Traduit en français par Wladimir Anselme. Format à l'italienne. Strips hebdomadaires parus dans le magazine belge Bruzz entre 2009 et 2011.
- Le Roi Méduse tome 1, Actes Sud, coll. « Actes Sud BD », Arles, 17 janvier 2024   |   Scénario, dessin, couleurs - Brecht Evens  (ISBN 978-2-330-18513-8)

#### Artbooks
- Lontano de Brecht Evens, Actes Sud coll. « Actes Sud BD », Arles, 23 octobre 2019
Scénario, dessin et couleurs : Brecht Evens -  (ISBN 978-2-330-11396-4),Livre-affiche - 36 pages non-reliées, dans une pochette partielle, sous plastique.

#### Illustrations
- Wladimir Anselme, Les Cromosaures de l'espace, Arles, Actes Sud, 2014, ill. ; 21,2 cm (ISBN 9782330036591, présentation en ligne).

#### Catalogues d'exposition
- Ceci n'est pas la BD Flamande[25] - La Flandre invitée d'honneur au Festival international de la bande dessinée d'Angoulême, Fonds flamand des lettres, Berchem, 2009
Scénario : Benoît Mouchart, Gert Meesters - Dessin : collectif - Couleurs : quadrichromie,Artistes : Serge Baeken, Randall Casaer, Constantijn Van Cauwenberge, Luc Cromheecke, Reinhart Croon, Steven Dhondt, Kim Duchateau, Brecht Evens, Stijn Gisquière, Inge Heremans, Jeroen Janssen, Philip Paquet, Gerolf Van de Perre, Pieter De Poortere, Olivier Schrauwen, Kristof Spaey, Simon Spruyt, Judith Vanistendael, Marnix Verduyn, Maarten Vande Wiele. (OCLC 901248335)
- Le Repère de la Méduse, Actes Sud, Arles, juin 2025
Scénario : - - Dessin : Brecht Evens - Couleurs : quadrichromie -  (ISBN 978-2-330-20769-4)

#### Publications en langues étrangères
- Een boodschap uit de ruimte, Louvain : Van Halewyck, 2005.
- Vincent, Louvain, Oogachtend, 2006.  (ISBN 9077549242)
- Nachtdieren. Een tweeluik over wat er zoal ruist door het struikgewas, Louvain, Oogachtend, 2007.  (ISBN 9789077549360)
  - (en) Night Animals. A Diptych about what Rushes through the Bushes, Marietta : Top Shelf, 2011.
- Ergens waar je niet wil zijn, Louvain, Oogachtend, 2009.  (ISBN 9789077549513) Prix Willy Vandersteen 2010.
  - (en) Wrong Place (trad. Laura Watkinson et Michele Hutchison), Montréal : Drawn and Quarterly, 2010.  (ISBN 9781770460010)
  - (de) Am falschen Ort (trad. Andrea Kluitman), Berlin : Reprodukt, 2010  (ISBN 9783941099579).
  - Traduit aussi en espagnol, italien, norvégien, coréen et portugais.
- De liefhebbers, Louvain, Oogachtend, 2011  (ISBN 9789077549698).
  - (en) The Making Of (trad. Laura Watkinson et Michele Hutchison), Montréal, Drawn & Quarterly, 2012.  (ISBN 9781770460737)
  - Traduit aussi en espagnol, italien, allemand, coréen et slovène.
  - Original en néerlandais (Panter). Traduit aussi en anglais, allemand, russe, polonais, norvégien, coréen, espagnol.
- Paris, Louis Vuitton Travel Books, 2016[26]
- Het Amusement, Louvain, Oogachtend, 2018.
  - Traduit aussi en polonais, russe, anglais (The City of Belgium) et espagnol.
- Idulfania[27], Bâle, Christoph Merian Verlag, 2020  (ISBN 9783856169374)
- De Bondgenoten, Louvain, Oogachtend, 2024

### Cinéma d'animation
- L'Extraordinaire Voyage de Marona[28], 2019 - Long métrage d'animation réalisé par Anca Damian dont Evens assure la création artistique des personnages. 
  - Sélection officielle du Festival international du film d'animation d'Annecy 2019[29]. Nomination European Film Awards 2019. Grand Prix BIAF 2019 (Bucheon, Corée du Sud). Prix Spécial du Jury AIF 2019 (Hollywood, USA). Grand Prix Long Métrage Tokyo Anime Award Festival 2020 (Japon). Sélection officielle Oscar Film Awards 2020.

- Genius Loci[30], 2019, Kazak Productions - Court métrage de Adrien Mérigeau dont Evens assure la décoration.
  - Mention spéciale du Jury Festival international du court métrage de Clermont-Ferrand 2020. Audi Short Film Award Berlinale 2020. Mention spéciale du Jury Festival international du film d'animation d'Annecy 2020. Nomination Oscar Film Awards 2021.

### Expositions

#### Expositions individuelles
- Paris, Galerie Martel, Paris, du 4 mai 2016 au 2 juillet 2016 ;
- Les Rigoles, Galerie Martel, Paris, du 26 octobre 2018 au 24 novembre 2018 ;
- Brecht Evens. En transparences, Musée de Bastia du 4 avril au 3 mai 2019 [31] ;
- Multiples, Festival des littératures européennes de Cognac, Cognac en 2019[32] ;
- Night Animals, Musée de la caricature et du dessin humoristique de Bâle, Bâle, du 12 septembre 2020 au 31 janvier 2021 ;
- We kunnen eender waarheen, Het Stadsmus et Villa Verbeelding, Hasselt, du 12 juin 2021 au 16 janvier 2022 ;
- Le Repaire de la Méduse[33], Atelier Michael Woolworth, Paris, du 8 décembre 2022 au 4 mars 2023.
- Le Roi Méduse Vol.1, Galerie Martel[34], Paris, du 1er mars au 4 mai 2024.
- Droomjob, De Warande, Turnhout, du 7 septembre au 11 novembre 2024.
- Brecht Evens est pressé. 10 ans d’estampes[35], Centre de la gravure et de l'image imprimée, La Louvière, du 14 juin au 23 novembre 2025.
- Le Repaire de la Méduse, biennale du 9ème art, Musée Thomas-Henry, Cherbourg, du 21 juin au 16 novembre 2025

#### Expositions collectives
- La Boîte à Gand[36], Espace Franquin à Angoulême du 31 janvier au 3 février 2013.
- Bandes dessinées : quand la peinture inspire le 9e art[37],[38], 30e Festival Étonnants Voyageurs, Saint-Malo du 8 au 10 juin 2019.
- De Stad[39],[40] avec Ever Meulen, Frans Masereel, Marc Palmer et Lukas Verstraete, espace d'exposition De Meridiaan, Blankenberghe, du 28 juin au 3 novembre 2024.

## Technique de création
Pour réaliser ses illustrations, Brecht Evens emploie diverses techniques liquides, notamment l'aquarelle. Il utilise des encres de couleur pour celles qui sont très vives comme une base, mais aime ensuite explorer un large éventail de techniques. Il a par exemple également beaucoup recours à la gouache.

## Réception

### Prix et récompenses

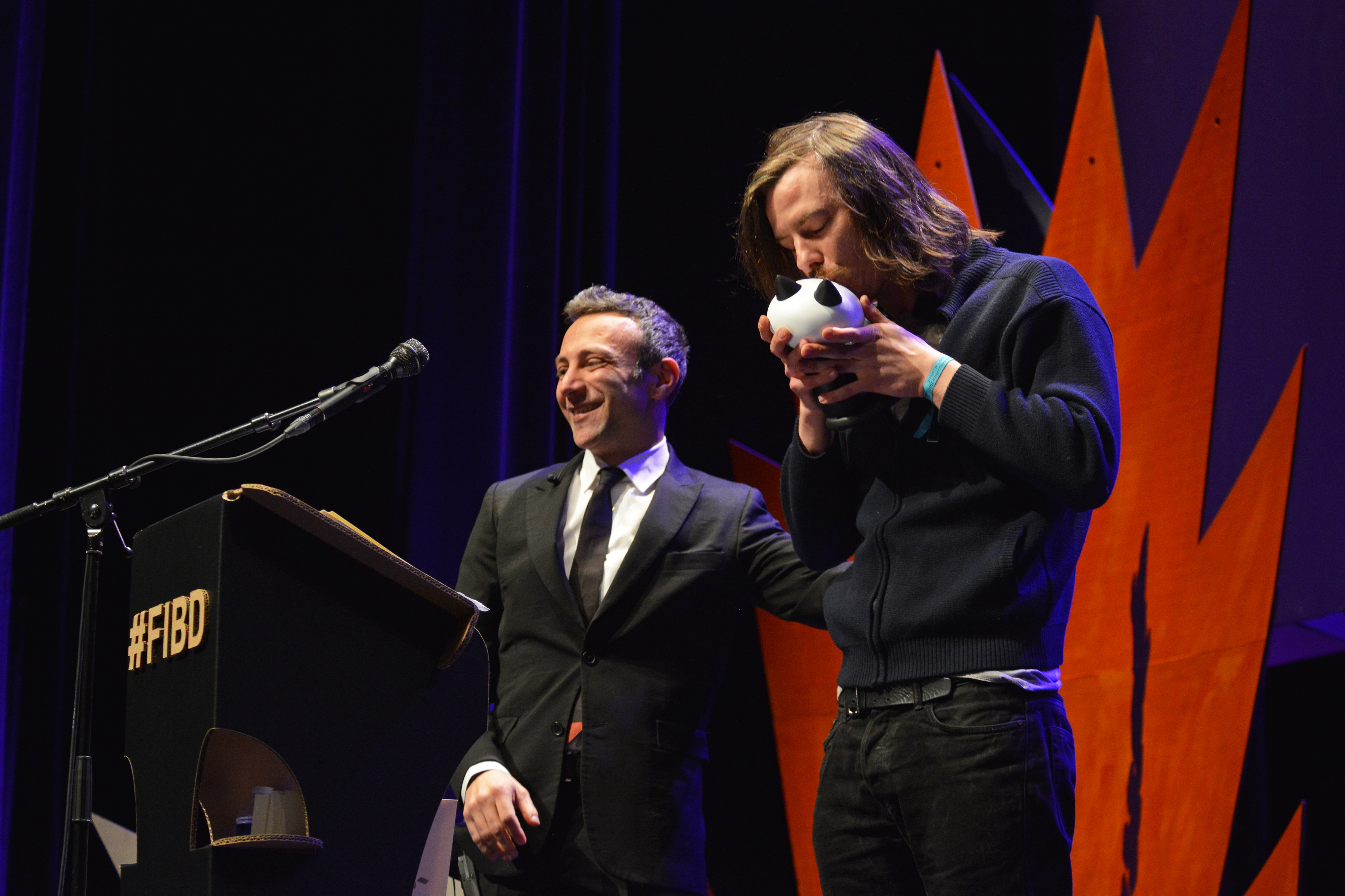
FIBD 2019 Fauve Spécial

- 2005 :  prix du débutant décerné par la Gilde flamande indépendante de bande dessinée (nl) pour Een Boodschap Uit De Ruimte[15],[1] ;
- 2009 : 
  -  prix Stripvos (nl) pour 'Ergens waar je niet wil zijn[15] ;
  -  prix Plastieken Plunk (nl) pour 'Handen Uit De Mouwen (Mains hors des poches)[15] ;
- 2010 :  prix Willy-Vandersteen pour Ergens waar je niet wil zijn[1] ;
- 2011 :  prix de l'audace du festival d'Angoulême pour Les Noceurs[42],[43] ;
- 2015 :  prix Bédélys Monde pour Panthère[44] ;
- 2016 :  Prix Rudolph-Dirks du meilleur dessin (Europe) pour Panthère[1] ;
- 2019 :  prix spécial du jury du festival d'Angoulême pour Les Rigoles[43] ;
- 2019 :  Topor, Prix de l'inattendu (Prix "Rembrandt l'aurait l'aimé") pour Les Rigoles ;
- 2024 : 
  - Adhémar de bronze[1], prix d'œuvre décerné par la gilde flamande de bande dessinée ;
  -  prix Gribouillis[45] Bandes Destinées pour Le Roi Méduse 1 ;
  -  prix littéraire Les Inrockuptibles[46], prix de la bande dessinée pour Le Roi Méduse 1.

### Postérité

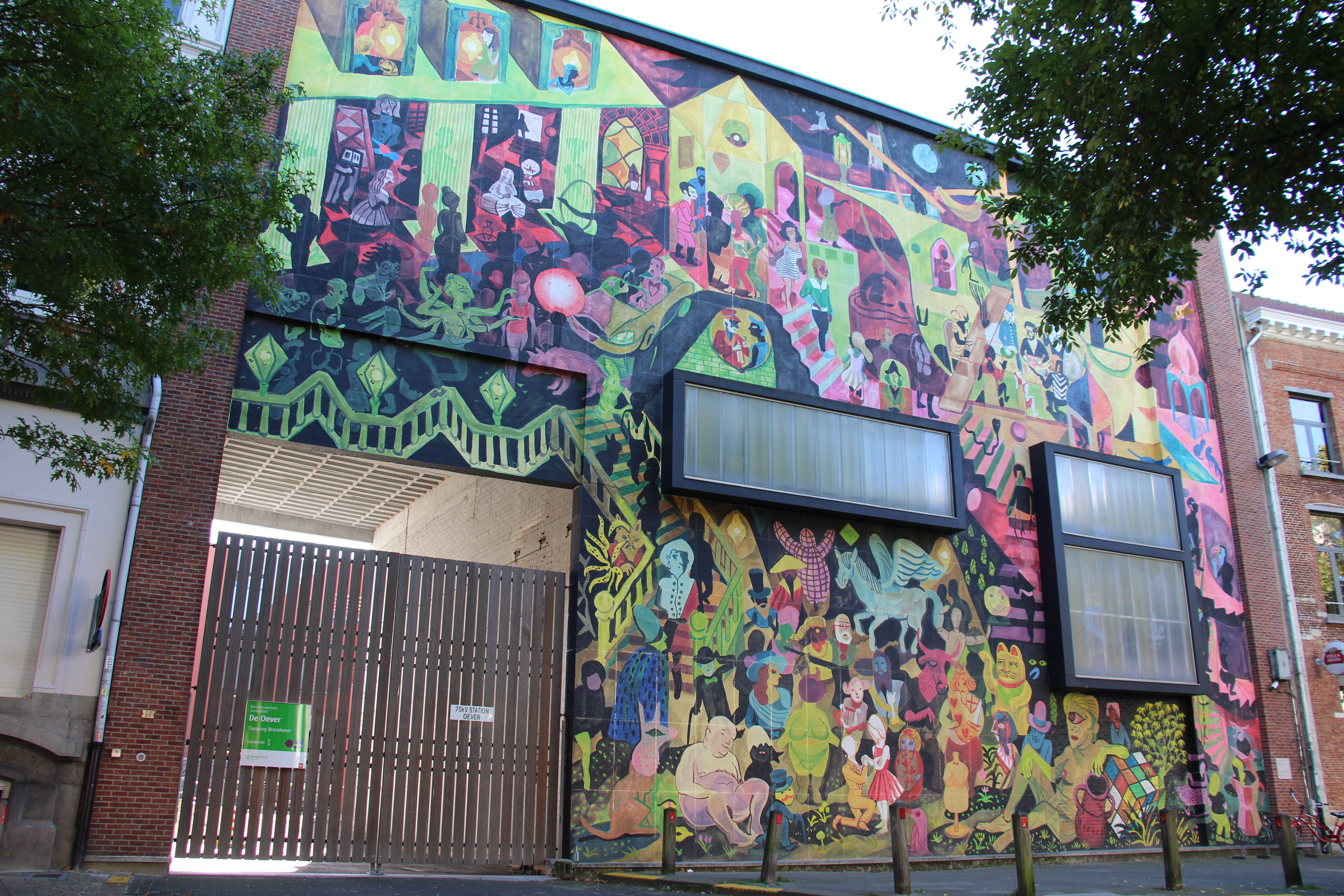
Cortège de mariage colorié à Anvers

- Le 29 septembre 2012, est inauguré la 9e fresque murale Kleurrijke Stoet van de Bruiloft (Cortège de mariage coloré) à Anvers, dont la figuration représente, à travers un ingénieux système d'escaliers et de plates-formes, des personnages historiques et mythologiques ainsi que des amis et connaissances de l'auteur. Elle est créée à l'initiative de Linda Torfs (libraire) et de Johan Bijttebier. Elle est située sur une cabine de transmission électrique à Oever entre la Kloosterstaat (rue du couvent) et Sint-Jansvliet, Elle couvre une superficie de 200 m2 dont le coût s'élève à 50 000 euros financé par du sponsoring. Sa réalisation nécessite trois mois de travaux[8]. Malgré des protestations, la fresque est démolie en décembre 2021 pour faire place à des appartements[47].

- Jardin aux fleurs[9] est la fresque murale de Brecht Evens, inaugurée le 23 février 2018, à l'angle de la rue du Grand-Serment et de la rue du Char, en présence du bourgmestre de la ville de Bruxelles Philippe Close. Elle a une superficie de 415 m2, ce qui en fait une des plus grandes de la capitale belge.

- Une ode au carnaval basée sur 250 photos[5] prises pendant une période de trente ans est réalisée en fresque murale sur la façade latérale d'une habitation, couvrant une superficie de 150 m2 dont les dimensions sont de 10 mètres de haut et 15 mètres de large nécessitant 100 bombes de peinture pour sa réalisation exécutée par Treepack Murals and Street Art, elle est inaugurée par le conseil communal de Knokke-Heist, le 19 octobre 2022[10].

#### Livres
: document utilisé comme source pour la rédaction de cet article.
- (nl) Jan Hoet et Dany Vandenbossche, « Brecht Evens », dans De wereld van de strips in originelen [« Le Monde de la bande dessinée en originaux »], Bruxelles, Vlaams Parlement, 2013, 68 p., PDF (OCLC 901366732, lire en ligne), p. 17.
- (nl) Jan Papy et Bart Gruyters, « Brecht Evens – The Windmills of His Mind. Over zijn werk, zijn leven en… sigaretten smoren », dans Limburgse Bijdragen, vol. 47, Hasselt, Koninklijk Leesgezelschap van Hasselt, 2017, 400 p. (ISBN 9789090301648, présentation en ligne), p. 8-14

#### Périodiques
- Brecht Evens et Stéphane Beaujean, « Brecht Evens : Panthère », Kaboom, no 6,‎ août-octobre 2014, p. 96-98.
- (es) Pepo Pérez, « Brecht Evens, Night Animals », Minchō, Madrid, no 16,‎ novembre 2018, p. 41-50 (ISSN 2341-2585)
- Brecht Evens (interviewé par Amandine Schmitt), « Brecht Evens : « Avec “les Rigoles”, je me sens libéré de quelque chose » », L'Obs,‎ 9 mai 2019 (lire en ligne, consulté le 11 avril 2023).
- Michel Verlinden, « Brecht Evens exposé à Cherbourg et La Louvière : « Je fais des trucs que je ne me pensais pas capable de faire. C'est intense » », Focus Vif,‎ 22 juin 2025 (lire en ligne , consulté le 10 juillet 2025).

#### Articles
- (nl) Iris De Feijter, « Brecht s’éveille », De Tijd,‎ 21 mai 2016
- Brecht Evens (interviewé par Alain Lorfèvre), « Pour Brecht Evens, "la peinture, c'est comme sculpter la pierre" », La Libre Belgique,‎ 21 juin 2017 (lire en ligne , consulté le 25 février 2025).
- Brecht Evens (interviewé par Hippolyte Arzillier, Marlene Agius, Kelian Nguyen), « Interviews : Brecht Evens : « Je crois que j’ai fait une erreur dans les interviews, en parlant de la psychose comme quelque chose qui aurait motivé la création de ce livre » [Vidéo] », ActuaBD,‎ 29 mars 2024 (lire en ligne, consulté le 9 février 2025).

### Vidéographie
- [vidéo] Entretien avec Brecht Evens sur Vimeo
- [vidéo] « Brecht Evens. Night Animals », sur YouTube
- [vidéo] « At Home with Brecht Evens », sur YouTube
- [vidéo] « Brecht Evens speed drawing », sur YouTube